# S-IC

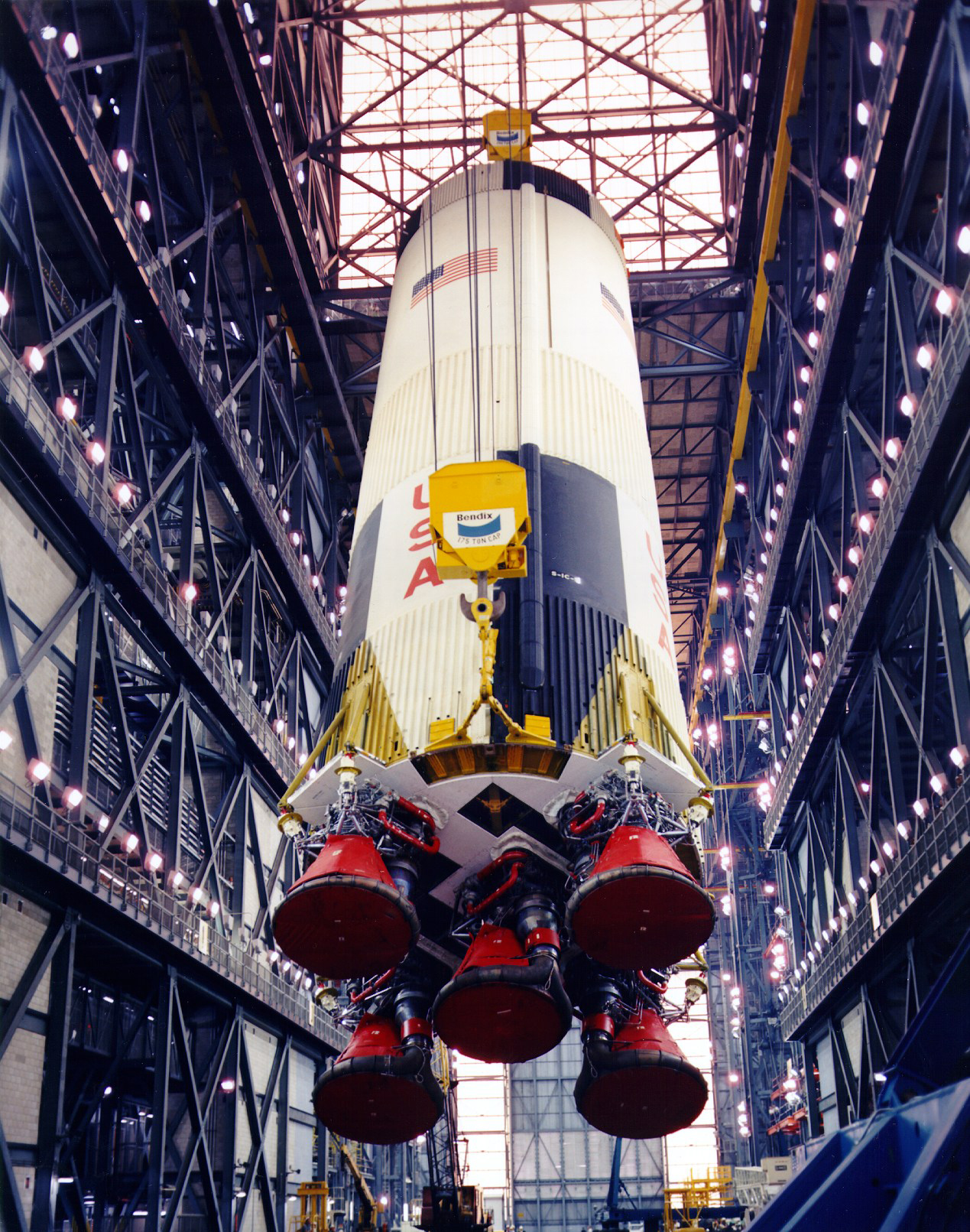
O primeiro estágio da Apollo 10, um S-IC é erguido no interior do Edifício de Montagem de Veículos para a integração final.

O S-IC foi o primeiro estágio do foguete americano Saturn V. O estágio S-IC foi fabricado pela Boeing Company. Como os primeiros estágios da maioria dos foguetes, a maior parte de sua massa de mais de 2 000 t (4 400 000 lb) no lançamento era propelente, neste caso o combustível de foguete RP-1 e o oxidante de oxigênio líquido (LOX). Tinha 42 m (138 pés) de altura e 10 m (33 pés) de diâmetro. O estágio forneceu 34 500 kN (7 750 000 lbf) de empuxo ao nível do mar para fazer o foguete passar pelos primeiros 61 km (38 mi) de subida. A etapa teve cinco motores F-1 em um arranjo de quincunce. O motor central foi fixado na posição, enquanto os quatro motores externos podem ser hidraulicamente acionados para controlar o foguete.

## Construídos
| Número de série | Usar | Data de lançamento                                                                                      | Localização atual | Notas |
| --------------- | --- | --- | --- | --- |
| S-IC-T          | Disparo de teste estático                                                                               | Disparo de teste estático                                                                               | Parte da exibição do Saturn V no Centro Espacial Kennedy.                                                              | Primeiro estágio S-IC totalmente construído, apelidado de "T-Bird". Montado entre 1963-1965. Completou pelo menos 22 disparos de teste entre 1965 e 1967 em apoio ao desenvolvimento do S-IC e ativação da bancada de teste. |
| S-IC-S          | Teste de carga estrutural (não tinha motores).                                                          | Teste de carga estrutural (não tinha motores).                                                          | Descartado após concluir o teste no MSFC.                                                                              | |
| S-IC-F          | Testes de instalações para verificação de edifícios de montagem complexos e equipamentos de lançamento. | Testes de instalações para verificação de edifícios de montagem complexos e equipamentos de lançamento. | Devolvido ao MSFC para armazenamento após o teste, posteriormente descartado.                                          | Conduziu testes de carregamento de tanque de propelente em LC-39A usando o Mobile Launcher 1. |
| S-IC-D          | Modelo dinâmico de teste de solo                                                                        | Modelo dinâmico de teste de solo                                                                        | US Space & Rocket Center, Huntsville, Alabama 34°42′38.7″N 86°39′24.2″W                                                | |
| S-IC-1          | Apollo 4                                                                                                | 9 de novembro de 1967                                                                                   | | Fabricado pela MSFC. |
| S-IC-2          | Apollo 6                                                                                                | 4 de abril de 1968                                                                                      | | Fabricado pela MSFC; carregava TV e câmeras na cauda do barco e na saia dianteira. |
| S-IC-3          | Apollo 8                                                                                                | 21 de dezembro de 1968                                                                                  | 30°12′N 74°7′W | Fabricado pela Boeing (como em todas as etapas subsequentes); pesava menos do que as unidades fabricadas anteriormente, permitindo 36 kg a mais de carga útil.                                                               |
| S-IC-4          | Apollo 9                                                                                                | 3 de março de 1969                                                                                      | 30°11′N 74°14′W | |
| S-IC-5          | Apollo 10                                                                                               | 18 de maio de 1969                                                                                      | 30°11′N 74°12′W | Último voo para S-IC R&D Instrumentation. |
| S-IC-6          | Apollo 11                                                                                               | 16 de julho de 1969                                                                                     | 30°13′N 74°2′W | Um ou mais motores recuperados por uma equipe financiada por Jeff Bezos. |
| S-IC-7          | Apollo 12                                                                                               | 14 de novembro de 1969                                                                                  | 30°16′N 74°54′W | |
| S-IC-8          | Apollo 13                                                                                               | 11 de abril de 1970                                                                                     | 30°11′N 74°4′W | |
| S-IC-9          | Apollo 14                                                                                               | 31 de janeiro de 1971                                                                                   | 29°50′N 74°3′W | |
| S-IC-10         | Apollo 15                                                                                               | 26 de julho de 1971                                                                                     | 29°42′N 73°39′W | |
| S-IC-11         | Apollo 16                                                                                               | 16 de abril de 1972                                                                                     | 30°12′N 74°9′W | |
| S-IC-12         | Apollo 17                                                                                               | 7 de dezembro de 1972                                                                                   | 28°13′N 73°53′W | |
| S-IC-13         | Skylab 1                                                                                                | 14 de maio de 1973                                                                                      | | O desligamento do motor mudou para 1-2-2 de 1–4 para diminuir as cargas no suporte do telescópio Apollo. |
| S-IC-14         | não usado                                                                                               | não usado                                                                                               | Exibição do Saturn V no Johnson Space Center.                                                                          | Programado para voar na Apollo 18 em 1974, nunca voou. |
| S-IC-15         | não usado                                                                                               | não usado                                                                                               | Em exibição na Michoud Assembly Facility até junho de 2016, depois preservado no INFINITY Space Center no Mississippi. | Originalmente planejado para voar na Apollo 19 em 1974. Designado, mas nunca usado como veículo de lançamento de backup do Skylab.                                                                                           |
| S-IC-16         | Nunca concluído                                                                                         | Nunca concluído                                                                                         | | Montagem cancelada durante aquisição de item de longo prazo. |
| S-IC-17         | Nunca concluído                                                                                         | Nunca concluído                                                                                         | | Montagem cancelada durante aquisição de item de longo prazo. |